# Essex (baleeiro)
Essex era um baleeiro americano de Nantucket , Massachusetts , lançado em 1799. Em 1820, enquanto no mar, sob o comando do capitão George Pollard Jr. , um cachalote atacou e afundou-a no sul do Oceano Pacífico.  Encalhada a milhares de quilômetros da costa da América do Sul, com pouca comida e água, a tripulação de 20 homens foi forçada a navegar até a costa nas baleeiras sobreviventes do navio.
Os homens sofreram severa desidratação, fome e exposição em mar aberto, e os sobreviventes acabaram recorrendo a comer os corpos dos tripulantes que haviam morrido.  Quando isso se mostrou insuficiente, os membros da tripulação tiraram sorteios para determinar quem sacrificariam para que os outros pudessem viver.  Um total de sete tripulantes foram canibalizados.
A história deste naufrágio foi contada por Nathaniel Philbrick no livro No Coração do Mar na única visão e versão do ser humano e também serviu de inspiração para que Herman Melville escrevesse a famosa obra Moby Dick.